# 分宜县
分宜县是中国江西省新余市所辖的一个县、2020年全縣常住總人口27.45萬人，縣人民政府駐分宜鎮廣府路6號。
分宜县位于江西省西中部，袁河中游，东邻新余市渝水区，南连吉安市安福县，西接宜春市袁州区，北毗宜春市上高县。南北长65千米，东西宽36千米，全县总面积1389平方千米。

## 历史沿革
宋雍熙元年（984年）析宜春县置分宜县，以分自宜春而得名，属袁州。元至元十九年（1282年），袁州府升为袁州路，分宜属袁州路。明洪武二年（1369），改袁州路为袁州府，明清时期分宜属袁州府。
1983年7月，新余县从宜春专区中析出，设新余市，分宜县改属新余市。

## 地理
境内属低山丘陵地形。地势南北部略高，中部较低平。最高峰为大岗山，海拔1091.8米；最低处为分宜镇罗家山北面小溪边，海拨60米。主要河流有袁河等。属亚热带季风型潮湿性天气，年均匀气温17.2度，年均匀降雨量1600毫米，全年无霜期270天。

## 行政区划
分宜县下辖2个街道办事处、7个镇、3个乡：
钤东街道、钤西街道、分宜镇、杨桥镇、湖泽镇、双林镇、钤山镇、洋江镇、凤阳镇、洞村乡、高岚乡、操场乡、江西分宜工业园区和东坑林场。

## 人口
2021年末，分宜县常住人口为274549人，男性人口占比52.14%，女性人口占比47.86%，年龄结构中0-14岁占比23.43%，15-59岁占比57.03%，60岁以上占比19.54%，65岁以上占比13.49%。

## 地下资源
地下资源有煤、白云石、石灰石、铁、钨等。产业有采矿、冶炼、机械、造纸、建材等。农业主产水稻，兼产苎麻、油菜、花生、棉花、茶叶、蔬菜。浙赣、分（宜）文（竹）铁路、沪昆高速铁路和沪昆高速公路、大广高速公路、樟（树） 宜（春）、安（福）分（宜）公路途经境内。名胜古迹有万年桥、状元桥、孝通庙、洪阳洞、桃源洞等。
分宜也叫中国夏布之乡。

## 交通
- 220国道過境。
- 沪昆铁路：分宜站